# Charakteristika (matematika)
Charakteristika okruhu {\displaystyle R} (občas značena char(R)) je definována jako nejmenší počet sečtení jednotkového prvku (značeného obvykle 1) nutný k získání nulového prvku (obvykle značeného 0). Pokud takový součet nelze nalézt, pak řekneme, že charakteristika okruhu {\displaystyle R} je 0 (někdy též {\displaystyle \infty }). Jedná se tedy o nejmenší přirozené číslo n splňující rovnost
{\displaystyle \underbrace {1+\cdots +1} _{\text{n}}=0}
případně 0, pokud žádné n splňující tuto rovnost neexistuje.
Charakteristiku okruhu lze také zavést jako exponent aditivní grupy okruhu {\displaystyle R}, tj. nejmenší pozitivní přirozené číslo n takové, že splňuje
{\displaystyle \underbrace {a+\cdots +a} _{\text{n}}=0}
pro všechny prvky {\displaystyle a\in R} (pokud takové číslo existuje, jinak je charakteristika rovna 0). Pokud je okruh definován bez jednotkového prvku (některá literatura tuto definici používá), pak lze výše uvedeným způsobem definovat charakteristiku i v těchto okruzích. Obě uvedené definice charakteristiky jsou ekvivalentní, což plyne z distributivního zákona pro okruhy.

## Příklady
Příkladem okruhu s charakteristikou 0 je obor celých čísel {\displaystyle \mathbb {Z} } nebo těleso reálných čísel {\displaystyle \mathbb {R} }.
Příkladem okruhu s charakteristikou n je obor zbytkových tříd {\displaystyle \mathbb {Z} _{n}}.